# Psi2 Piscium
Psi2 Arae (ψ2 Arae, förkortat Psi2 Psc, ψ2 Psc) är en misstänkt dubbelstjärna belägen i den norra delen av stjärnbilden Fiskarna. Den har en skenbar magnitud på 5,56 och är svagt synlig för blotta ögat där ljusföroreningar ej förekommer. Baserat på parallaxmätning inom Hipparcosuppdraget på ca 21,1 mas, beräknas den befinna sig på ett avstånd på ca 154 ljusår (ca 47 parsek) från solen. Stjärnan har en hög egenrörelse på 14,6 ± 2,9 km/s, vilket anger att den är en flyktstjärna.

## Egenskaper
Psi2 Piscium är en misstänkt dubbelstjärna, med en följeslagare separerad från primärstjärnan med 0,357 ± 0,002 bågsekunder vid en positionsvinkel på 174,99° ± 0,30° år 2008. Detta motsvarar en projekterad separation av 16,88 ± 0,62 AE. Den ljusare stjärnan är en blå till vit stjärna i huvudserien av spektralklass A3 V. Den har en massa som är ca 80 procent större än solens massa, en radie som är dubbelt så stor som solens och utsänder från dess fotosfär ca 13 gånger mera energi än solen vid en effektiv temperatur av ca 8 600 K.
Psi2 Piscium är källa till röntgenstrålning med en styrka av 143,9 × 1020 W, som troligen kommer från den svalare följeslagaren eftersom huvudseriestjärnor av typ A inte förväntas vara magnetiskt aktiva.